# تشارلي يونغ
تشارلي يونغ (بالإنجليزية: Charlie Young)‏ هو لاعب كرة قاعدة أمريكي، ولد في 12 يناير 1893 في فيلادلفيا في الولايات المتحدة، وتوفي في 12 مايو 1952 في Riverside Township, New Jersey ‏ في الولايات المتحدة.

## وصلات خارجية
- تشارلي يونغ على موقعبيزبول رفرنس.كوم (الدوري الرئيسي) (الإنجليزية)
- تشارلي يونغ على موقعبيزبول رفرنس.كوم (الدوري الثانوي) (الإنجليزية)